# 垡头街道
垡头街道是北京市朝阳区东南侧的一个街道办事处。
1960年建立。与之接壤的街道和地区有：东边王四营地区，南边十八里店地区，西北毗邻南磨房地区。面积9.6平方公里，常住人口2.6万人，

## 名称
《北京市朝阳区地名志》记载，垡头明朝即已成村，曾称“德庄”，垡头村名1593年出现，因土壤质地黏重，耕作时易出土垡（耕地翻起的土块）而得名。《垡头街志》则记载垡头为“第一批来此开荒种地的人建起的第一个村庄”。

## 下辖社区
垡头街道目前下辖的社区有：
- 垡头一区社区
- 垡头二区社区
- 垡头三区社区
- 垡头东里社区
- 垡头西里社区
- 垡头北里社区
- 翠城馨园社区
- 翠城雅园社区
- 翠城趣园社区
- 翠城盛园社区
- 翠城熙园社区
- 双合家园社区
- 翠城福园社区
- 祈东家园社区
- 北焦家园社区
- 双美家园社区
- 祈安家园社区